# Lopinavir/ritonavir
Lopinavir/ritonavir (LPV/r), que es ven sota la marca Kaletra, entre d'altres, és un medicament antiretroviral combinat de dosi fixa per al tractament i la prevenció del VIH/SIDA. Combina lopinavir amb una dosi baixa de ritonavir. Generalment es recomana utilitzar-lo amb altres antiretrovirals. Es pot utilitzar per a la prevenció després d'una lesió per punxada d'una agulla o d'una altra exposició potencial. Es pren per via oral com a comprimit, càpsula o solució.
Els efectes secundaris més comuns inclouen diarrea, vòmits, cansament, mals de cap i dolors musculars. Els efectes secundaris greus poden incloure pancreatitis, problemes hepàtics i nivells elevats de sucre en sang. S'utilitza habitualment durant l'embaràs i sembla que és segur. Tots dos medicaments són inhibidors de la proteasa del VIH. El ritonavir funciona alentint el metabolisme del lopinavir.
El lopinavir/ritonavir com a medicament únic va ser aprovat per al seu ús als Estats Units el 2000. Es troba a la llista de medicaments essencials de l'Organització Mundial de la Salut.